# Menzo
Menzo is een voormalig Vlaams tijdschrift. Het tweemaandelijkse sport- en lifestyletijdschrift voor mannen werd in 2000 opgericht door Sanoma Media. Na enkele overnames kwam Menzo in 2015 in handen van Cascade, maar deze uitgeverij besloot het blad in datzelfde jaar stop te zetten. Tijdens de laatste jaren was Koen Wauters hoofdredacteur en Maurice De Velder de verantwoordelijke uitgever.

## Geschiedenis

### Sanoma
Het eerste exemplaar van Menzo lag op 1 september 2000 in de winkelrekken. Het werd uitgegeven door Sanoma Media Belgium. Na een discussie over de journalistieke richting die het maandblad moest uitgaan beslisten hoofdredacteur Frank Buyse en de uitgeverij in januari 2002 om hun samenwerking stop te zetten. In februari dat jaar nam Thomas Siffer de fakkel over, hij werd de nieuwe hoofdredacteur die het mannenblad uit het slop moest halen. In maart 2003 ging Menzo (intussen alweer zonder hoofdredacteur) weg bij uitgeverij Sanoma en kwam het (onder licentie) terecht bij de Oost-Vlaamse uitgeverij Meta Media.

### Meta Media
Meta Media had op dat moment met Maxim al een ander mannenblad in hun portefeuille zitten. De uitgeverij stelde Paul Keysers aan als overkoepelende hoofdredacteur. Tom Vandyck kreeg Menzo toevertrouwd maar trok uiteindelijk naar de Verenigde Staten. In 2004 kwam Dirk Melkebeek, oprichter van Motoren & Toerisme aan het hoofd van het blad te staan. Naast vrouwelijk schoon kwam er steeds meer ruimte voor interviews, die evenwel uitsluitend door Melkebeek afgenomen worden. Het blad ging daarbij de politieke taboes niet uit de weg en bracht tal van diepte-interviews met Vlaams Blok-kopstukken. Zo passerden op korte tijd Gerolf Annemans, Philip Dewinter, Frank Vanhecke, Marie-Rose Morel en VB-verruimer Jurgen Verstrepen de revue. Omstreeks dezelfde periode mocht ook Matthias Storme de veroordeling voor racisme van de extreemrechtse partij komen hekelen in het maandblad. Een andere belangrijke medewerker voor de politiek-maatschappelijk items in die periode was freelance-journalist Michaël Vandamme. Beide journalisten maakten ooit deel uit van het Taal Aktie Komitee (TAK) en de Nationalistische Studentenvereniging (NSV).
In september 2007 nam de mediagroep Think Media een meerderheidsparticipatie in Meta Media en verwierf met deze overname een bijna-monopolie op de mannenbladenmarkt. Op 29 februari 2008 onderging Menzo een totale metamorfose en werd het onder de titel Menzo Sports & Style het eerste en tevens enige maandblad dat zowel sport als lifestyle in al zijn facetten hoog in het vaandel voerde. De periode dat Melkebeek aan het hoofd van het blad stond wordt gekenmerkt door een opvallende daling in de oplage van het blad. Waar deze in 2004 volgens de CIM-cijfers op 32.333 exemplaren lag was dit in 2006 gezakt tot 22.442 exemplaren en in 2009 tot 15.003. Vanaf januari 2010 lag Menzo als Menzo Sports Magazine in de winkelrekken en nam sport een steeds grotere plaats in. Ook werd er een nieuwe hoofdredacteur aangesteld, Jorn Van Besauw.
Verantwoordelijke uitgever van Menzo was in deze periode Maurice De Velder en de kernredacteuren waren Stijn Vanderhaeghe en Greg Van Roosbroeck. Artdirector en redactiechef was Angélique De Weerd.

### Think Media Magazines
In februari 2012 werd Think Media-dochteronderneming De Vrije Pers omgevormd tot Think Media Magazines (TMM) en in september volgde de fusie door opslorping van Meta Media. Op 27 april 2012 maakte Koen Wauters bekend dat hij hoofdredacteur van Menzo werd.
In juni 2015 verkreeg Think Media Magazines bescherming tegen haar schuldeisers van de Antwerpse rechtbank van koophandel en in het kader van de WCO-procedure werd een gerechtelijk mandataris aangesteld om een overnemer te zoeken voor de tijdschriften en websites van de groep. Deze overnemer werd gevonden en Menzo kwam vervolgens in handen van Cascade. Die uitgeverij besloot nog datzelfde jaar het blad van de markt te halen en te focussen op Ché, een gelijkaardig mannenblad. In totaal verschenen tussen 2000 en 2015 151 nummers van Menzo.

## Structuur

### Redactie
| Tijdspanne  | Hoofdredacteur  |
| ----------- | --------------- |
| 2000 - 2002 | Frank Buyse     |
| 2002 - 2003 | Thomas Siffer   |
| 2003        | Tom Vandyck     |
| 2003 - 2004 | Paul Keysers    |
| 2004 - 2008 | Dirk Melkebeek  |
| 2008 - 2012 | Jorn Van Besauw |
| 2012 - 2015 | Koen Wauters    |